# Geesje Poutsma
Geesje (Izaaks) Poutsma (Lemsterland, Follega, 27 februari 1849- Amsterdam, 30 juli 1917) was een Nederlands sopraan, maar voornamelijk zangpedagoge.
Ze was dochter van onderwijzer Izaäk Hendrik Poutsma en Elizabeth Marlies Koeze. Zelf bleef ze ongetrouwd.
Haar eerste opleiding kreeg ze van haar vader, autodidact op muziekgebied, die ook de andere kinderen op muziekgebied onderwees. Toch zag het niet naar uit dat zij haar geld met zingen zou gaan verdienen; ze koos voor het onderwijs; ze had binnen twee jaar haar diploma als hulponderwijzeres gehaald (1868). Geld voor een muziekopleiding was er niet. Ze werd echter ontdekt door de zus van J. Habbema met wie Poutsma regelmatig zong, ook was ze al actief in Leeuwarden met concerten van Amicita.
Met hulp van muziekvrienden in Leeuwarden, kon ze zich in januari 1869 inschrijven aan het Conservatorium van Den Haag. Docenten aldaar waren Willem Nicolaï, August Seiffert (beiden zang), Antonie Jacobus Ackerman en Charles van der Does (beiden piano). Binnen drieënhalf jaar had ze de studie afgerond, ook voor compositieleer, waarna zij voor verdere lessen Jourdan inschakelde, hij was tenor bij de Fransche Opera in Den Haag (of zij les kreeg in Den Haag of Brussel is niet bekend).
Ze vestigde zich in 1873 als zanglerares te Leeuwarden, waar ze overstelpt werd door aanvragen. Zij gaf op een modernere manier les dan haar collegae en dat viel in goede aarde. Ondertussen bleef ze zich ontwikkelen als concert- en oratoriumzangeres, maar had daar eigenlijk te weinig tijd voor. In de jaren tien was ze lerares aan een meisjesschool, dirigente van dameskoren, medewerkster aan het "Weekblad voor muziek" van Hugo Nolthenius, schrijvend lid van de Maatschappij tot Bevordering der Toonkunst afdeling Leeuwarden en was veelal gaste in het muziekleven van de stad. Ze had ook zitting in examencommissies van conservatoria in Den Haag en Utrecht. Ze was niet onbemiddeld, want kon in 1893 een pand aan het Zaailand (centrum Leeuwarden) kopen.
In 1913 (na haar 40-jarig jubileum als onderwijzeres) trok ze naar Amsterdam om daar verder zangles te geven. Ze stierf na een lang ziektebed aan hartkwalen (vermoedelijk begonnen in 1883) in het Luthers Diaconessen Inrichting aan de Koninginneweg 1 in Amsterdam. Ze was bij testament oprichtster van Het Geesje Poutsma Leen, die jonge ongetrouwde vrouwen financieel ondersteunt bij zangstudie, maar ook bij een studie in wetenschap of techniek, in 2021 gevestigd in Baarn..
Ze werd gecremeerd op Westerveld.